# Джинджер Роджерс
Джинджер Роджерс (англ. Ginger Rogers), настоящее имя Вирджиния Кэтрин Макмэт (англ. Virginia Katherine McMath, 16 июля 1911, Индепенденс, Миссури — 25 апреля 1995, Ранчо-Мираж, Калифорния) — американская актриса, певица и танцовщица, обладательница премии «Оскар» в 1941 году. Стала наиболее известна благодаря совместным выступлениям в паре с Фредом Астером (1899—1987). В 1999 году Джинджер Роджерс заняла 14-е место в списке 100 величайших звёзд кино.

## Биография

### Юность
Вирджиния Кэтрин Макмэт, ставшая в будущем известной под псевдонимом Джинджер Роджерс, родилась 16 июля 1911 года в городе Индепенденс (штат Миссури), в семье иммигрантов из Великобритании. Вскоре после появления Вирджинии на свет её мать бросила мужа. Забрав дочь, она уехала жить к своим родителям в расположенный рядом Канзас-Сити (Миссури). Но отец Вирджинии не согласился так просто расстаться с дочерью и даже пару раз её похищал. Всё же после суда Вирджиния по праву была оставлена матери, которая затем устроилась сценаристкой в Голливуд. Поэтому большую часть своего времени будущая актриса проводила с дедом и бабкой. На протяжении последующих лет Джинджер оставалась очень близка со своим дедом, которому в 1939 году даже купила дом в Шерман-Оукс (в 10 милях к северо-западу от Голливуда), чтобы быть ближе к нему.
Когда Вирджинии было девять лет, её мать вышла замуж за Джона Логана Роджерса. Они втроём поселились в техасском городе Форт-Уэрт, где её мать стала работать театральным критиком в газете. Вирджиния позже взяла себе фамилию отчима, но юридически эта процедура так и не была оформлена. Прозвище Джинджер появилось у неё тоже в юном возрасте, из-за того, что её имя Вирджиния часто сокращали до Джиния, которое впоследствии превратилось в Джинджер.
Во время учёбы в школе Джинджер собиралась стать учительницей, но карьера матери, связанная с кино и театром, стала для неё более интересной. Она часто сопровождала мать в театр, где та писала свои рецензии, и со временем стала выступать вместе с артистами той труппы.

### Начало карьеры
Её профессиональная карьера на сцене началась совершенно случайно, после того как в театр, где она периодически выступала, приехал актёр Эдди Фой с серией своих водевилей. Перед началом выступлений одна из его актрис не смогла участвовать, и срочно потребовалась дублёрша, которой и стала Джинджер Роджерс. Затем она приняла участие в гастрольном туре этого показа, а затем на полтора года осталась работать в театре города Медфорд в штате Орегон. Этот театр по прошествии многих лет был назван в честь Джинджер Роджерс.
В 1928 году, будучи ещё 17-летней девушкой, Джинджер вышла замуж за певца и танцора Джека Роджерса Калпеппера, выступавшего под именем Джек Пеппер. После свадьбы они сформировали дуэт «Джинджер и Пеппер», выступая с постановками водевилей. Дуэт просуществовал недолго и прекратил своё существование после скорого развода пары. После этого Роджерс вновь вернулась в предыдущее турне, а во время пребывания в Нью-Йорке решила там остаться. Там она устроилась работать певицей на радио, а вскоре ей удалось пробиться на Бродвей, где в 1929 году она дебютировала в постановке «Высшая скорость». Спустя две недели после этого Роджерс задействовали в новой музыкальной постановке «Сумасшедшая девушка», где главную роль исполняла бродвейская звезда Этель Мерман. Роль в этой постановке тотчас сделала Джинджер Роджерс звездой и открыла ей дорогу в кино.
Впервые на киноэкранах Роджерс появилась в трёх короткометражках в 1929 году, а год спустя она подписала семилетний контракт с «Paramount Pictures». Первоначально она исполнила пару ролей на студии «Astoria Studios» в Нью-Йорке, а затем вместе с матерью переехала в Голливуд.
Первые годы сотрудничества с «Paramount» она исполняла в кино небольшие роли хористок и танцовщиц, но к 1932 году уже достаточно возвысилась в Голливуде и была включена в список наиболее перспективных звёзд «WAMPAS Baby Stars». Успешным для Джинджер стал и следующий год, когда она блистательно сыграла роль Энн в фильме «42-я улица».

### Джинджер и Фред

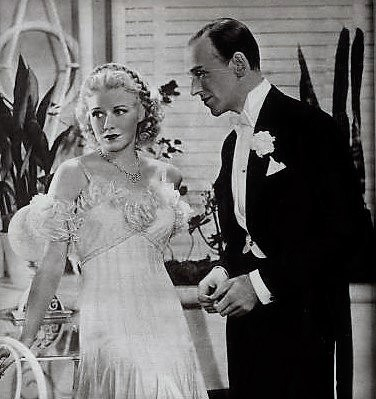
С Фредом Астером в фильме «Весёлая разведённая»

В том же 1933 году зародился и тандем «Джинджер и Фред» (с Фредом Астером), ставший одним из самых популярных танцевальных дуэтов в будущем. Впервые на экранах они появились вместе в небольших ролях в музыкальной комедии «Полёт в Рио». Вторым был фильм «Весёлая разведённая» 1934 года, причём Фред и Джинджер снялись в нём уже в главных ролях. Всего же совместно с 1933 по 1949 год они снялись в 10 фильмах, перевернувших жанр музыкальной комедии.
Хореографами всех танцев, которые выполнял дуэт, были Фред и Гермес Пан, однако оба отмечали и значительный вклад Роджерс. В отличие от Астера Роджерс почти никогда не выполняла в фильмах сольных танцевальных номеров, а вот ряд песен в её исполнении вошёл в «Большой американский песенник».
Дуэт Джинджер и Фред прекратил выпускать фильмы в конце 1930-х годов. Причиной была экономическая ситуация того времени в стране. Постановка музыкального фильма требовала довольно большого бюджета, а сборы в прокате не всегда стали его окупать. Последний фильм дуэта «История Айрин и Вернона Касл» имел серьёзный сюжет и трагическое окончание. Кассовый сбор от него был меньше, чем от любого другого фильма дуэта за всё время существования. Несмотря на это, к моменту прекращения сотрудничества с Астером, Роджерс уже была одной из самых высокооплачиваемых актрис в Голливуде и снималась в других фильмах.

### Последующие годы
В 1937 году Роджерс снялась в драматическом фильме «Дверь на сцену» вместе с Кэтрин Хепбёрн. В фильме «Рокси Харт» 1942 года она сыграла хитроумную жену на судебном процессе об убийстве. Этот сюжет был позже использован в мюзикле «Чикаго».
В 1941 году Джинджер Роджерс получила премию «Оскар» за лучшую женскую роль в фильме «Китти Фойл». В начале 1940-х годов она оставалась довольно популярной актрисой и была главной звездой на студии «RKO Pictures». Однако, к концу десятилетия её карьера постепенно пошла на спад. Артур Фрид вновь объединил дуэт Джинджер и Фреда в фильме «Баркли с Бродвея», который, хотя и был коммерчески успешным, не смог возобновить интерес продюсеров к актрисе. Критики отмечали, что выпущенный в 1949 году фильм констатировал, что воздушная девушка 1930-х годов уже исчезла, уступив место сильной атлетической женщине.
Постепенный спад продолжался в 1950-х годах. Роли для возрастных актрис появлялись всё реже, но всё же, иногда, Роджерс удавалось получить роли в серьёзных фильмах. В картине «Штормовое предупреждение» она появилась на экранах с Рональдом Рейганом и Дорис Дэй. В «Мартышкином труде» она играла с Кэри Грантом и Мэрилин Монро. Затем, после ряда незначительных фильмов, в 1965 году она снова имела большой успех, играя Долли Леви в бродвейской постановке «Хелло, Долли!».

### Смерть
Последние годы жизни Роджерс часто появлялась на публичных мероприятиях, главным образом, на различных кинематографических церемониях, пока не перенесла инсульт, после которого оказалась частично парализованной и передвигалась только в инвалидном кресле. Актриса скончалась в своём доме в Ранчо-Мираж 25 апреля 1995 года в возрасте 83 лет. Вскрытие показало, что причиной смерти был сердечный приступ.
За свой вклад в киноиндустрию Роджерс удостоена звезды на голливудской «Аллее славы».

## Избранная фильмография
| Год  |   | Русское название                          | Оригинальное название                | Роль                   |
| ---- | - | ----------------------------------------- | ------------------------------------ | ---------------------- |
| 1933 | ф | Полёт в Рио                               | Flying Down to Rio                   | Хани Хейл              |
| 1934 | ф | Весёлая разведённая                       | The Gay Divorcee                     | Мими Глоссоп           |
| 1935 | ф | Роберта                                   | Roberta                              | певица Шарвенка        |
| 1935 | ф | Цилиндр                                   | Top Hat                              | Дейл Тремон            |
| 1936 | ф | Следуя за флотом                          | Follow the Fleet                     | Шерри Мартин           |
| 1936 | ф | Время свинга                              | Swing Time                           | Пенни Кэрролл          |
| 1937 | ф | Потанцуем?                                | Shall We Dance                       | Линда Кин              |
| 1938 | ф | Беззаботная                               | Carefree                             | Аманда Купер           |
| 1939 | ф | История Вернона и Айрин Касл              | The Story of Vernon and Irene Castle | Айрин Касл             |
| 1940 | ф | Китти Фойл                                | Kitty Foyle                          | Китти Фойл             |
| 1942 | ф | Майор и малютка                           | The Major and the Minor              | Сьюзан Эпплгейт        |
| 1943 | ф | Нежный товарищ                            | Tender Comrade                       | Джо Джонс              |
| 1949 | ф | Парочка Баркли с Бродвея                  | The Barkleys of Broadway             | Дина Баркли            |
| 1950 | ф | Настоящие незнакомцы                      | Perfect Strangers                    | Тереза Скотт           |
| 1951 | ф | Штормовое предупреждение                  | Storm Warning                        | Марша Митчелл          |
| 1952 | ф | Мы не женаты!                             | We’re Not Married!                   | Рамона Глэдвин         |
| 1952 | ф | Мартышкин труд                            | Monkey Business                      | миссис Эдвина Фултон   |
| 1954 | ф | Чёрная вдова                              | Black Widow                          | Карлотта «Лотти» Марин |
| 1955 | ф | Узкое место                               | Tight Spot                           | Шерри Конли            |
| 1956 | ф | Первая путешествующая женщина-коммивояжер | The First Traveling Saleslady        | мисс Роуз Гиллрей      |
| 1956 | ф | Мятежный подросток                        | Teenage Rebel                        | Нэнси Фэллон           |
| 1957 | ф | Ах, мужчины! Ах, женщины!                 | Oh, Men! Oh, Women!                  | Милдред Тернер         |
| 1964 | ф | Быстрее, давай поженимся!                 | The Confession                       | мадам Ринальди         |
| 1965 | ф | Харлоу                                    | Harlow                               | мама Джин Белло        |

### на английском языке
- Astaire, Fred (1959). Steps in Time: An Autobiography. Harper & Brothers, 338 pages.
- Hyam, Hannah (2007). Fred and Ginger: The Astaire–Rogers Partnership 1934–1938. Brighton: Pen Press Publications, 253 pages. ISBN 978-1-9056-2196-5
- Kashner, Sam; Macnair, Jennifer (2003). The bad & the beautiful: Hollywood in the fifties. W. W. Norton & Company, 382 pages. ISBN 978-0-3933-2436-5
- Monush, Barry (2003). The Encyclopedia of Hollywood Film Actors: From the Silent Era to 1965, Volume 1. Applause Theatre & Cinema Books, 832 pages. ISBN 978-1-5578-3551-2
- Ragan, David  (1976). Who’s Who in Hollywood, 1900—1976. New Rochelle, New York: Arlington House, 864 pages. ISBN 978-0-8700-0349-3